# De esto los hombres no sabrán nada
De esto los hombres no sabrán nada (en el original en alemán: Von diesem wissen Männer nichts) es uno de los más conocidos óleos del pintor, escultor, artista gráfico y poeta alemán Max Ernst. La pintura fue terminada en 1923 en París, Francia. Muestra un estilo surrealista inquietante de tipo simbolista durante su primer período francés. Mide 81 por 64 centímetros y se encuentra en la Tate Liverpool.

## Contexto
Ernst estudió historia del arte, filosofía y psicología en Bonn e incluso se planteó ser psiquiatra y visitó manicomios intrigado por la percepción alterada de la realidad de los enfermos mentales. En 1920 había terminado en Colonia la experiencia dadá y Ernst se trasladó a París en contacto con André Breton y su grupo, igualmente interesados en los sueños y la psicología freudiana. Es entonces cuando inician una exploración metódica de lo inconsciente.
Ernst es huésped del poeta Paul Éluard en el bosque de Montmorency y es allí donde se revela como ilustrador de los sueños y los deseos más secretos. La angustia ante el universo y la apetencia de los instintos reprimidos son temas obsesivos de su producción de aquella época.
De esto los hombres no sabrán nada es una pintura inquietante y fuertemente representativa de la ebullición ideológica y plástica en Europa tras la Primera Guerra Mundial.

## Descripción
Ernst también estaba fascinado por el simbolismo alquímico y la pintura comparte varias características con el diagrama de Herbert Silberer: su entorno paisajístico y horizonte bajo; la gradación del cielo desde claro en la parte inferior a oscuro en la parte superior; y la inclusión del Sol y la Luna. Ernst reemplazó el cubo de materia prima por un montón de entrañas o formas arcillosas. También empleó motivos alquímicos mediante la plasmación de la conjunción sexual del Sol y la Luna. Suspendidos sobre ese paisaje árido y desolado, evocan una sensación de misticismo extraterrestre. Debajo de ellos, astros menores en sus órbitas regidos por una mano incorpórea, contribuyen aún más al tono onírico de la obra. Los tonos terrosos y apagados del paisaje contrastan con la representación brillante y casi etérea de los dos pares de piernas que flotan bajo un sol dividido en eclipse y una media luna amarilla horizontal como un paracaídas, creando una impactante yuxtaposición que enfatiza la naturaleza surrealista de la pieza. El meticuloso uso de líneas uniendo los elementos cuidadosamente dispuestos dentro de la composición reflejan la maestría de Ernst en la creación de imágenes simbólicas y sugerentes que desafían la percepción e interpretación del espectador.
En el reverso de la pintura, aparece escrito un enigmático poema en prosa:
"La media luna (amarilla, como un paracaídas) impide que el silbato caiga al suelo. Este silbato, al notarlo, cree que sube hacia el sol.
El sol se divide en dos para poder girar mejor.
La modelo está estirada en una pose de ensueño. La pierna derecha está flexionada (un movimiento preciso y agradable).
La mano oculta la tierra. Mediante este movimiento, la tierra adquiere la importancia de un órgano sexual.
La imagen es curiosa por su simetría. Los dos sexos se equilibran".
Max Ernst confirmó en febrero de 1970 que este poema fue escrito por él mismo. Le sigue una dedicatoria a André Breton, a quien regaló el cuadro.
En la parte superior de la pintura se alza un misterioso «sol». Desde él, líneas descienden hacia cuerpos astrales que giran alrededor: «la Tierra» (cubierta por una mano incorpórea) con sus planetas acompañantes. Arriba, las mitades inferiores de un hombre y una mujer copulan flotando en el espacio. Una «luna creciente»/«paracaídas» invertida sostiene un pequeño silbato plateado. Del árido desierto de vísceras y piedras se alzan dos extrañas protuberancias, que evocan con fuerza falos ambisexuales: Todo ello desde un punto de vista claramente freudiano; aunque la explicación más común es que la inspiración de la obra se encontraba en un estudio de Freud de 1911 sobre los delirios de un paranoico, cuya fantasía el doctor identificaba con un "complejo de castración", más probablemente se trate de mostrar el equilibrio de la unión alquímica de los opuestos: el hombre y la mujer, el cielo y la tierra, lo espiritual y lo material.